# Montenegrinische Fußballnationalmannschaft (U-19-Junioren)
Die montenegrinische Fußballnationalmannschaft der U-19-Junioren ist die Auswahl montenegrinischer Fußballspieler der Altersklasse U-19. Sie repräsentiert die Fudbalski savez Crne Gore auf internationaler Ebene, beispielsweise in Freundschaftsspielen gegen die Auswahlmannschaften anderer nationaler Verbände, aber auch bei der seit 2002 in dieser Altersklasse ausgetragenen Europameisterschaft. In den ersten Jahren nahm Montenegro nur als Teil der Bundesrepublik Jugoslawien bzw. Serbien & Montenegro teil. Nach der Selbständigkeit nahm die Mannschaft erstmals an der Qualifikation für die U-19-EM 2008 teil und seitdem immer. Sie konnte aber bisher noch nicht die Endrunde erreichen. Sechsmal scheiterte die Mannschaft in der Eliterunde.

## Teilnahme an U-19-Europameisterschaften
- 2002: nicht teilgenommen (Teil der Bundesrepublik Jugoslawien)
- 2003: nicht teilgenommen (Teil der Bundesrepublik Jugoslawien in der 1. Runde, Teil von Serbien & Montenegro in der 2. Runde)
- 2004: nicht teilgenommen (Teil von Serbien & Montenegro)
- 2005: nicht teilgenommen (Teil von Serbien & Montenegro)
- 2006: nicht teilgenommen (Teil von Serbien & Montenegro)
- 2007: nicht teilgenommen
- 2008:  nicht qualifiziert (als sechstschlechtester Dritter die Eliterunde verpasst)
- 2009: nicht qualifiziert
- 2010: nicht qualifiziert (in der Eliterunde gescheitert)
- 2011: nicht qualifiziert (in der Eliterunde gescheitert)
- 2012: nicht qualifiziert (in der Eliterunde gescheitert)
- 2013: nicht qualifiziert
- 2014: nicht qualifiziert (in der Eliterunde gescheitert)
- 2015: nicht qualifiziert (in der Eliterunde gescheitert)
- 2016: nicht qualifiziert (in der Eliterunde gescheitert)
- 2017: nicht qualifiziert
- 2018: nicht qualifiziert
- 2019: nicht qualifiziert
- 2020: Meisterschaft wegen COVID-19-Pandemie abgesagt (als sechstbester Dritter nicht für die abgesagte Eliterunde qualifiziert)
- 2022: nicht qualifiziert (als drittschlechtester Dritter die Eliterunde verpasst)

| Bilanz     | Bilanz | Bilanz | Bilanz | Bilanz      | Bilanz | Bilanz    | Bilanz       |
| Runde      | Spiele | Siege  | Remis  | Niederlagen | Tore   | Gegentore | Tordifferenz |
| ---------- | ------ | ------ | ------ | ----------- | ------ | --------- | ------------ |
| 1. Runde   | 42     | 12     | 09     | 21          | 54     | 063       | 0−9          |
| Eliterunde | 18     | 04     | 01     | 13          | 13     | 045       | −32          |
| Gesamt     | 60     | 16     | 10     | 34          | 67     | 108       | −41          |